# Zachowanie
Zachowanie (ang. behavior) – skoordynowane postępowanie organizmu w odniesieniu do określonego otoczenia w określonym czasie, różnego rodzaju reakcje na bodźce z otoczenia (układ bodziec – reakcja, ang. stimulus – reaction, S–R), np. wykonywane za pomocą grup mięśni reakcje ruchowe. 
Zachowanie może być reaktywne lub celowe – ukierunkowane na osiągnięcie celu (czynność).
W zależności od dziedziny nauki uważa się, że zachowanie:
- jest rezultatem działania bodźców zewnętrznych (behawioryzm),
- jest rezultatem działania popędów, zdeterminowane przez wcześniejsze doświadczenia i w dużej mierze nieświadome (psychoanaliza),
- jest wynikiem potrzeby eksploracji i procesów poznawczych (psychologia poznawcza),
- jest rezultatem doświadczanej akceptacji (psychologia humanistyczna),
- jest komunikatem pozostającym w sprzężeniu zwrotnym, zarówno przyczyną, jak i skutkiem (psychologia systemowa),
- jest usiłowaniem przystosowania się organizmu w celu przetrwania (psychologia ewolucyjna).

## Przykłady zachowań
- zachowanie prospołeczne
- zachowanie społeczne
- zachowanie antyspołeczne
- zachowanie organizacyjne
- zachowanie apetytywne
- zachowanie asertywne
- zachowania eksploracyjne
- zachowanie impulsywne
- zachowanie ingracjacyjne
- zachowanie poznawcze
- zachowanie reakcyjne
- zachowanie seksualne prawidłowe
- zachowanie się konsumenta
- zachowanie w pierwszych stosunkach seksualnych
- zachowanie kompulsywne
- zachowania zdrowotne[1]